# Maximilien Wambe Soh
 (juin 2020).
Pour les articles homonymes, voir Soh.
Maximilien Wambe Soh Tcheuffa Djounkam est un député de la deuxième législature du Cameroun.

## Biographie

### Carrière
Il est député de la région de l'Ouest au Cameroun.